# Vico Jugário
Vico Jugário (em latim: Vicus Jugarius; "Rua dos fabricantes de cangas") é uma rua que leva até o Fórum Romano e que é muito antiga — talvez mais antiga que a própria cidade de Roma. A palavra latina pode significar tanto "canga" quanto "cume".

## História
A Vico Jugário entrava no Fórum pelo sudoeste, ao longo da encosta do monte Capitolino, entre o Templo de Saturno e a Basílica Júlia, perto da Piscina de Servílio (Lacus Servilius). O Arco de Tibério (demolido) foi construído sobre ela neste ponto. A outra extremidade, no Campo de Marte, ao sul, estava perto do Fórum Holitório. Este era o trajeto da rua no final do período republicano e imperial, mas, em épocas anteriores, era muito mais longa e chegava até o monte Quirinal e era parte da rota comercial original que levava até o Tibre. Seu nome antigo pode, por isso, significar também "estrada do cume" ao invés do significado posterior de "canga", o que resultaria num significado moderno similar a "estrada ao longo do cume [Capitolino]".
Um ponto da estrada conhecido como Equimélio (Equimaelium) provavelmente relembra a demolição da casa de Espúrio Mélio.

## Localização
| Planimetria do Capitólio antigo |
| --- |
| Area capitolina Arx Fórum Romano Fóruns imperiais Velabro Templo de Júpiter Capitolino Tabulário Templo de Juno Moneta Teatro de Marcelo Fórum Holitório Templo de Belona Templo de Júpiter Ferétrio Templo de Vejóvis Auguráculo Iseu Templo de Júpiter Guardião (?) Templo da Concórdia (?) Templo de Júpiter Conservador Cabana de Rômulo Altar Templo Tensário Templo de Júpiter Tonante Clivo Capitolino "Cem Passos" Porta Pandana Templo de Jano Templo de Juno Sóspita Templo de Esperança Templo de Augusto Asilo "Entre Dois Bosques" Vico Jugário Campo de Marte Pórtico dos Deuses Harmoniosos Templo de Vespasiano Templo da Concórdia Tuliano Clivo Argentário Templo de Vênus Ericina Templo de Mente (?) Templo de Fides (?) Templo de Ops (?) Arco de Cipíão Templo de Saturno Basílica Júlia |